# HD 199099
HD 199099，又名BD+41 3922，SAO 50183、HR 8004，是一颗恒星，视星等为6.66，位于銀經83.41，銀緯-1.49，其B1900.0坐标为赤經20h 49m 47.7s，赤緯+42° -1.49′ 53″。